# Betsy Haines
Elizabeth Grace „Betsy“ Haines (* 5. November 1960 in Salt Lake City, Utah) ist eine ehemalige US-amerikanische Skilangläuferin.
Während ihrer Zeit an der East Anchorage High School konnte Haines mehrere Titel in der Leichtathletik gewinnen. Außerdem trat sie im Juniorenbereich im Tennis an. Mit 15 Jahren wurde sie in die Ski-Nationalmannschaft berufen. 1980 gewann Haines den US-Meistertitel im Wettbewerb über 20 Kilometer. Im gleichen Jahr nahm sie an den Olympischen Winterspielen in Lake Placid teil. Über 5 Kilometer belegte sie Rang 37.
Nach dem Besuch des Colleges gewann sie den National Ski Marathon Ski Circuit. Später arbeitete sie für eine Pipeline-Firma. Außerdem betreibt sie Nachwuchsförderung für Jugendliche mit einem Karrierewunsch in Mathematik, Wissenschaft oder Ingenieurwesen. 2004 wurde Haines für ihre Arbeit in Alaska ausgezeichnet.
Ihr Bruder Chris Haines sowie ihre Nichte Kikkan Randall sind ebenfalls Langläufer und nahmen an Olympischen Winterspielen teil.